# Elophos nitelaria
Elophos nitelaria är en fjärilsart som beskrevs av Eugen Johann Christoph Esper. Elophos nitelaria ingår i släktet Elophos och familjen mätare. Inga underarter finns listade i Catalogue of Life.